# Neoísmo
O neoísmo (do grego neo = "novo") é o conceito artístico nascido da necessidade de ponderar e afetar não somente o meio em que se vive mas o livre fluxo de interações do ser humano para com o mundo em que vive e do próprio mundo para com o ser humano e todas as formas de vida e coabitação individuais, cabendo a este estabelecer suas prioridades, periodicidades e reciprocidades. Após todas as ideologias, métodos de aplicação prática no mundo, e manuais de co-relação interindividuais, o neoísmo traz uma nova possibilidade de enfrentamento e embate incisivo com a realidade e o mundo como o imaginamos através de uma forma coagida de livre associação, proposta por pelo idealista Carlo Cafiero e reiterada pelo escrito Julio Cortázar. O ministro francês Émile Combes foi o primeiro ser vivo a aplicar o neoísmo na prática diária instituída politicamente como um encargo governamental, através de um estratagema justo e pacífico.
A doutrina neoísta tem como objetivo primordial exercer confabulações objetivas na organização estrutural da mente do indivíduo (método este deteriorado e reconstruído a partir das pesquisas práticas de Karl Theodor Jaspers e Carlo Tamagnone) a fim de através de uma subversão da linha existencialista trazer a tona da consciência individual uma realidade como um meio prático de se exercer aquilo que chamamos de existência terrena ou metafísica institucional, uma leve variação do modelo proposto pelo filósofo Andrónico de Rodes. Émile Zola experimentou o neoísmo na literatura com o romance experimental, reinaugurando uma prática oriunda de pesquisa e metódica científica. O escritor John Dos Passos já previa a putrefação capitalista proposta pelo falecimento do romance na literatura, provocando uma convulsão categórica com seus romances experimentais, baseados em suas experiências catastróficas durante a [Guerra Civil Espanhola]], que presenciou em parceria com o escritor Ernest Hemingway, com o qual teve atritos e perdeu toda a amizade constituída durante anos, após atravessar períodos de turbulência social, em festas democráticas, socialistas ou comunistas. O casal de amigos permaneceu fiel a lembrança citada por Dos Passos durante sua estadia na França, transcrita em seu livro "Memórias Informais". No livro "O ponto de ruptura", de Stephen Koch , estão expostas as grandes causas da ruptura da amizade entre os dois escritores, além de toda a parafernália técnica que levou um dos escritores ao suicídio perfazendo um simulacro parricida a partir de uma ostentação bélica da morte de seu próprio pai e de uma carta de sua mãe, conforme ostentou Heminghway por toda sua vida.
Desde os primórdios da criação o ser humano modifica o mundo para perfazer relações, para criar convívios, para se estabelecer na teia de informações, para se relacionar intra-socialmente não somente com seu próprio ego mas com os IDs e auto-centros de outros indivíduos com o livre porte do direito de usucapião firmando uma base sólida entre as mentes e os significantes dos objetos animais, estruturas arquitetônicas, plantações, hortas, etc. As zonas autônomas e temporárias, propostas por Hakim Bey e Luther Blisset.
O Capitalismo doutrinário é uma das vertentes desta doutrina que percorreu gerações sendo documentado através de bibliografia especializada e de oratória, passada de geração a geração. Praticando seus ritos e passagem de maneira estruturalmente mais complexa do que o Neativismo erudito, transmutando não somente o conceito mas as formas de interação e alteração, desde o nível social mais fecundo, transversalizado pelo aspecto político e finalmente desabando nas influências diagonais entre meio ambiente e econômico.
Neoístas brandos mentalizam este tipo de ação como contraditória para toda a ordem e por este motivo é muito comum serem encontrados em notícias de jornais sobre forma de protestos violentas e em alguns casos até terrorísmo poético são estratégias eficazes para o combate à desynformação.

## As sete principais vertentes do Neoísmo
Apesar da inegável existência de vertentes ocultas, falsas ou inconsequentes não se pode inferir a existência de outras vertentes de menor influência ou fama que foram estudadas e que de uma forma ou de outra qualquer abriram caminho ao cânone cultural concreto desse conceito/fato.
O estudo erudito do Neoísmo não é mais um Tabu entre a sociedade, porém somente as sete vertentes estão sendo expostas em livros que são traduzidos ilegal ou desconhecidamente para a língua portuguesa e para outras quarenta e duas linguagens, incluindo aí o esperanto, o tupí e o nagô.
O pintor e escultor francês Marcel Duchamp participou da coalização entre arte conceitual neoísta e toda a divisão em vertentes. Duchamp não apenas classificou as ficções fotográficas na iconografia científica durante a segunda metade do século XIX, como também distinguiu e atrelou outras vertentes neoístas às anteriormente confirmadas. Através de sua expressão artística Ready-made, Duchamp incorporou um aspecto inegavelmente prático, porém fatigavelmente válido, à toda a gama de interesses neoístas, dividindo assim os sete pilares sustentadores de toda a ideologia que o arquiteto grego Doménikos Theotokópoulos havia previsto em seu ateliê na Itália durante o curto periodo de tempo que por lá habitou. Após a "lógica do ato", proposta por Duchamp, nenhuma contrariedade contra-neoísta seria reconhecida com força suficiente para destronar a lógica neoísta de intervenção nos aspectos de aprendizagem, assimilação, desconcentração e plantio da modernidade em sua essência.

## Capitalismo doutrinário
A Matemática Discreta aplica-se a várias disciplinas de cursos como Computação, Informática, Matemática, Sistemas de Informação, como, por exemplo, Sistemas Operacionais, Bancos de Dados, Compiladores, Estruturas de Dados, Técnicas Digitais,  Algoritmos, Complexidade de Algoritmos, Teoria da Computação, Linguagens Formais e Autômatos, Modelos para Concorrência, Semântica Formal, Teoria das Categorias, teoria das categorias individualmente agrupadas, teoria das categorias selecionadas por profusão, teoria das categorias alojadas em uma constante imutável dentro das condições ideáis de temperatura, Programação, Paradigmas de Linguagens de Programação, Teoria dos Grafos, Análise Combinatória, Probabilidade Discreta, etc.
- lógica - o estudo do raciocínio
- teoria de conjuntos - sobre grupos de objectos
- teoria dos números
- combinatória
- teoria dos grafos
- algorítmica
- teoria da informação
- teoria da computabilidade e da complexidade, um estudo das limitações teóricas dos algoritmos
- teoria elementar das probabilidades e as cadeias de Markov
- álgebra linear
- Soma rítmica das cadências propulsoras

## Neativismo clássico
O ser humano é repetição. Os filmes são repetições, repetições, talvez, repetições, das histórias que contamos no passado, repetições. Mas é só olhar para dentro de um núcleo familiar para se observar que tudo se repete repete ali também. Os dramas, os conflitos, os nascimentos, os casamentos, a morte, a vida, a cegueira, o ideal paradigmático de beleza feminina, o auto conceito de personalidade individual, a vista individual catedrática sobre a personalidade de outrem, a publicidade enganosa neo-nazista contratada pelo governo, a sobriedade da carência involuntária, repetições que se repetem em eterna constatação da repetição como uma constante. Mas de acordo com o que afirmam alguns autores Neativistas(como Mirno Voltare, "Atmosfera del Cubo"), "repetição" é um termo errôneo:
| “ | "a repetição em sí é um engodo, não existe repetição nas palavras paroxítonas, como poderá então a repetição ter um fundamento viável dentro das leis da nossa gramática?" | ” |

Tudo o que flui decai em algo que acontece, por mais parecido que seja com o que já aconteceu, é diferente, pois faz parte de um novo fluxo. O Neativismo prega o asfixismo biológico do indivíduo, como a doutrina da afixidez das espécies, por oposição do tranformismo e ao travestismo. Quando o indivíduo está compondo um grupo ele é entregue a influência ou o materialismo doutrinário que aquele grupo reflete como parte representante da sociedade embutida em sua essência. O ser inserido não é capaz discordar da influência adquirida, portanto ele se transforma num tentáculo da representação daquela sociedade.Trazendo assim representividade e exemplificação na repetição, como o maior problema de uma sociedade que adquriu seus hábitos e vivências em decorrência de um passado inconstante. O Materialismo Doutrinário prega que o indivíduo torna-se o que ele possuir.E ele como indivíduo não consegue enxergar mais do que seu próprio poder aquisitivo beneficiário,ele existe porque possui algo.
"Segundo Faber Stuckert a repetição inerente a condição humana nada mais é do que uma mutação do estudo de B. F. Skinner sem o seu conteúdo repetidas vezes apontado como fascista mas que não passou de uma forma de expressão mal colocada, isso quer dizer que toda a informação substancial importante no estudo daquele psicólogo sem sua carga de imposição ditatorial e negação das leis naturais pode servir de materia prima ao estudo de uma ciência a respeito da essência humana, a repetição." Faber Stuckert relata em um manuscrito(BRUZZ) encontrado dois anos depois de seu falso sumiço, que a convivência dos seres humanos com os animais, pacifíca ou não,só traz malefícios, o neativismo clássico considera os animais selvagens e domésticos como pura forma de manifestação do neoismo. Esse relato causou discussão entre as variadas vertentes do neoismo e neativismo.

## Neoísmo brando
Falar através de alguma arte, como o cinema, a pintura, música e política significa adquirir nova semântica para interagir com a vida.
A estética e a política são maneiras de organizar o sensível. Nesse sentido o político passa por inventar formas de temporalidades e formas de vida. E as redes e as ruas conectadas vem criando novos modos de vida e te experimentar o tempo e o espaço. Redes e ruas são hoje um dos maiores laboratórios de reorganização do sensível.
O neoísmo, de acordo com a definição dos Neoístas Brandos é como uma linguagem que substitui a lógica e a razão, infelizmente este conhecimento é retido pois segue diretamente contra as normas doutrinárias da razão a qual a instituição católica apóia com fervor.

## Neoísmo fecundário
Umas das inúmeras maneira de classificar e adjetivar o neoismo é não o enquadrando em julgamentos ou definições estabelecidas,como terminologias,já o neoismo fecundário,o que progride, não se manifesta através de regras e sim com o embate de suas ideias, aparentemente simples,mas com a necessidade de se questionar tudo,o TUDO para o neoísmo fecundário seria o ser humano pensante,o ser humano que pensa com o seu corpo,e não somente com uma parte dele,seres humanos que encontram o seu real ser no âmago de suas funções fecundárias,todos fecundam.Fecundar é um ato do neoísmo descrito por MIRNO VOLTARE(a catarse e o expurgo,1987,ed. linear),como o "elo entro o racional questionador é o irracional passivo".A parte pensante do nosso corpo não seria o cérebro e sim todo organismo descrito com corpo,quando o ser humano encontrar o seu meio,ele entenderá a razão de seus fins.
o ser humano não é uma definição e sim uma disposição de uma parte variada e única de um todo.

### Masculinismo dentro do Neoísmo secundário
Por sua natureza extremamente feminina o Neoísmo fecundário acabou aliando sua posição sexual a posição política e de feminino passou a se tornar parte integrande do movimento feminista feminismo. Logo as ativistas feministas viram-se no poder do Neoísmo Fecundário passando a governar com mão de ferro, tornando-se [onanista] de sua própria condição. Foi nesta época, em que sexualidade se confundia com política que o sufrágio feminino ganhou forças em 1983 na Nova Zelândia graças a Kate Sheppard uma ex-neoísta branda que estava entre as progenitoras do Neoísmo Fecundário.
Baseando-se em ideais democráticos as Neoístas Fecundárias esclareceram segundo contundentes relatos, que o sufrágio universal deveria englobar as mulheres e a inspiração iluminista fez com que o movimento se proliferasse por Portugal, Paris e União Soviética.
Os parcos membros do Neoísmo Fecundário não eram todos necessariamente homossexuais nem compelidos ou tendenciosos à atração sexual masculina, por isso sentiram-se rejeitados e fundaram o movimento [masculinista]. O Movimento masculinista propôs a reforma afirmando que toda a ideia neoísta gira em torno do fato de que o ideal neoísta é sincretizar todo e qualquer conhecimento dentro de uma construção complexa, e se o movimento feminista (que agora era tachado apenas de FEMISTA) resolvesse que o Neoísmo Fecundário fosse um elemento a parte do Neoísmo, quebraria toda a integridade do sistema.
A intervenção masculina não durou muito, mas entraram em acordos e o neoísmo fecundário até hoje anda de mãos dadas ao neoísmo brando, e esta é a única relação que resta do neoísmo fecundário como o todo neoísta, visto que o neoísmo fecundário tomou proporções demasiado políticas e acabara se destacando do movimento como um todo, tornando-se mais um ideal do que um sistema. Até hoje o movimento masculinista luta na integração do Neoísmo Fecundário ao Neoísmo Tótalício.

### Paradigma Quântico Relativístico e suas implicações na saúde integral
O maior representante dessa vertente Neoísta é o professor Wallace de Carvalho Ferreira Lima, com graduação pela Engenharia Elétrica e Eletrônica pela Universidade Federal de Pernambuco. Wallace afirma que a física quântica tem contribuído em uma mudança de cultura na saúde, contribuindo com a medicina quântica como forma de obtenção de valores e novos juízos da física moderna, a partir da virada do século XIX para o século XX. Segundo Wallace,  no mundo quântico toda ação volta para si própria. A descontinuidade da estrutura da matéria surge do fato de que núcleos com partículas de carga negativa (elétrons) trazendo implicações nem sempre compreendidas pelo mundo contemporâneo. Para Wallace, o salto quântico é uma mudança súbita de percepção, assim como as curas quânticas. Wallace explica ainda que o novo modelo hospitalar para o futuro será o hospital quântico. Entre suas atribuições como cientista estão: Formação em Toque Quântico, Psicologia Tibetana Budista e Transpessoal, Radiestesia Básica, Orquestração da sinfonia Universal.

## Afro-neoísmo
Apesar de se registarem atualmente na África muitos conflitos de caráter político, como o da Costa do Marfim e o do Sudão, e muitas situações irregulares, como a de Angola, pode dizer-se que a maioria dos países do continente possuem governos democraticamente eleitos. As únicas exceções neste momento (Agosto de 2005) são a Somália, que não tem sequer um estado organizado e a República Democrática do Congo (apesar do nome oficial), que tem um governo organizado por acordo entre vários grupos políticos e se encontra a organizar eleições gerais para 2006.
No entanto, é frequente as eleições serem consideradas como sujas por fraude, tanto internamente, como pela comunidade internacional. Por outro lado, ainda subsistem situações em que o presidente ou o partido governamental se encontram no poder há dezenas de anos, como são os casos da Líbia e do Zimbabwe.

### Neativismo divino
O Neativismo divino enxerga Deus como uma metáfora para todos os processos naturais, é uma personificação da vida que criamos para nos sentirmos seguros.
O humano sempre teve tendência de criar imagens para as coisas abstratas ou coisas grandiosas como uma espécie de forma de entender, de identificar, tanto é que vemos o mesmo fenômeno na publicidade, por exemplo, aonde grandes empresas são persononificadas por uma logomarca e aquile símbolo sintetiza todas as atividades da mesma. Onde houver aquele símbolo saberemos que lá está aquela empresa.
É através dessa lógica que a vertente Neoísta divina define Deus como a logomarca da natureza. Há discussões ferrenhas sobre isto e diversas religiões consideram este termo ofensivo.
O neativismo divino assim com o neativismo puro não considera fonemas um ato de deus,então qualquer forma de expressão nesse sentido é banido de suas reuniões.
.
| “ | O ouvinte só é respeitoso quando não está entendendo nada | ” |

## Neoísmo sobre a óptica neativista
Tudo o que se refere ao neoismo, apesar de seu lado extremamente agradável e prazeroso para os povos e também para os indivíduos que praticam o Neoísmo em casa, apesar disso o neoísmo tem uma grande falha que não podemos negar e esta falha gera consequências grandes para todo o mundo. Mesmo quem pratica o neoísmo inconscientemente, sem saber o que está fazendo, pode estar contribuindo para que isto aconteça, muitas pessoas nem sequer sabem conscientemente que estão executando atos de tal natureza mas prosseguem com a contínuo luta todos os dias.
A pergunta que se auto impõe nesta situação é:
O neoismo, apesar de ser frutífero pode ser também negativo?(no neativismo negativo(a) não é considerada uma palavra)
O neativismo clássico enxerga esta divergência como algo a se ponderar, balalorixás confirmam esta hipótese como sendo positiva, mas difícil de se chegar a uma conclusão, devido aos excelentes benefícios que o neoísmo traz não só aos indivíduos mas para com toda a sociedade, devido a sua versatilidade e perspicácia, que apesar de ser adotado uniformemente em alguns países já está com o homem desde as suas origens.

## Outras leituras
- Aznar, Jozé Mannox (1991). Neoist manifestos. [S.l.]: AK Pr Distribution
- Davies, David (Editor), Elliott, John H. (Editor), Bray, Xavier (Contributor), Christiansen, Keith (Contributor), Finaldi, Gabriele (Contributor) (1997). The House of Nine Squares: Letters on Neoism, Psychogeography and Epistemological kindness. [S.l.]: Invisible Books. ISBN 1-85764-938-9
- Darmian, RG (1990). Neo-Neo-ism: Reflections on Hubble-ism, Rationalism, and the Pursuit of Excellence. [S.l.]: Scale DC. ISBN 1-85009-210-7 Verifique |isbn= (ajuda)

## Representantes célebres
- Jean-Marie Leblanc
- Andrei Andreyevich Markov
- Burrhus Frederic Skinner
- Wallace de Carvalho Ferreira Lima